# Donau-Ruder-Club Ingolstadt von 1889
Der Donau-Ruder-Club Ingolstadt von 1889 (DRCI) ist ein Sportverein aus Ingolstadt.

## Geschichte und Lage
Der Ruder-Club wurde am 8. März 1889 gegründet. Ab 1911 wurde Rudern als Wettkampfsport betrieben.
Die Geschäftsstelle des Vereins liegt an der Westlichen Ringstraße. Das Bootshaus befindet sich zwischen Baggersee und Donau. Beide Standorte sind bewirtschaftet.
Das Ruderrevier liegt zwischen der Staustufe Ingolstadt und der Staustufe Bergheim. Die Vereinsflagge ist weiß mit blauem Rand. Das weiße Feld wird durch zwei rote Ruder in vier Dreiecke unterteilt, in den Dreiecken sind die schwarzen Buchstaben DRCI.

## Bekannte Ruderer
Oliver Zeidler war 2019 Weltmeister im Einer. 2022 bei seinem zweiten Weltmeistertitel gehörte er der Frankfurter Rudergesellschaft Germania 1869 an. Zeidler gewann als Ingolstädter auch zwei Europameistertitel.
Sophie Oksche wurde 2020 Europameisterschaftszweite mit dem Achter.

## Sportarten
Neben der Ruderabteilung hat der Verein seit 1928 auch eine Tennisabteilung. Der Verein verfügt über elf Freiluftplätze und drei Hallenplätze an der westlichen Ringstraße.